# 31 Pułk Artylerii Pancernej
31 Pułk Artylerii Pancernej (31 papanc) – oddział wojsk pancernych ludowego Wojska Polskiego.
Pułk sformowany został w 1951, w Chojnicach, w składzie 20 Dywizji Zmechanizowanej, według etatu Nr 5/85. W 1955 roku 20 DZ przeformowana została w 20 Dywizję Pancerną, a 31 papanc. w 31 batalion czołgów i artylerii pancernej według etatu Nr 5/180. Równocześnie pododdział dyslokowany został do garnizonu Czarne. W 1957 roku batalion został rozformowany.

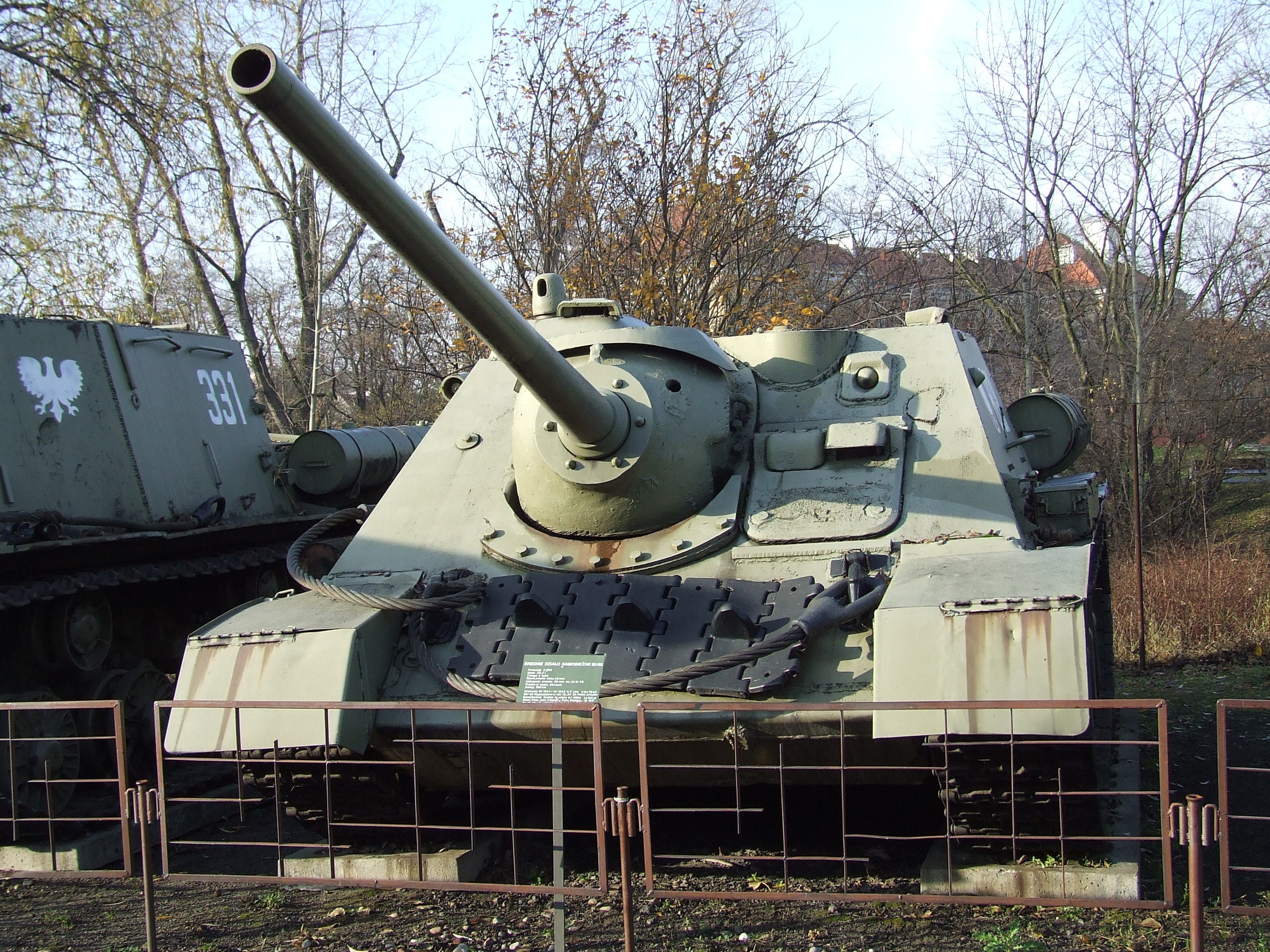
Działo samobieżne SU-85

## Struktura organizacyjna
Dowództwo i sztab
- dwa bataliony artylerii pancernej
- batalion czołgów ciężkich
- batalion fizylierów
- kompania zaopatrzenia technicznego
- pluton saperów

Etat 5/85 przewidywał 757 żołnierzy i 12 pracowników cywilnych.